# Wilmore (Pennsylvanie)
Pour les articles homonymes, voir Wilmore.
Le borough de Wilmore est situé dans le comté de Cambria, dans le Commonwealth de Pennsylvanie, aux États-Unis. Il comptait 252 habitants lors du recensement de 2000.

## Source
- (en) Cet article est partiellement ou en totalité issu de l’article de Wikipédia en anglais intitulé « Wilmore, Pennsylvania » (voir la liste des auteurs).